# Álvaro Lemmon
Álvaro Lemmon Ballestas (Plato, Magdalena, 13 de junio de 1945), apodado El Hombre Caimán es un humorista, guitarrista y cantante colombiano, conocido por su participación en el programa humorístico de la televisión colombiana Sábados Felices.

## Biografía
Álvaro Lemmon nació en el municipio de Plato, departamento de Magdalena el 13 de junio de 1945. Su padre, Alfredo Lemmon, abandonó el hogar cuando Álvaro tenía tres años. Debido a ello, se dedicó a ayudar económicamente a su madre, Silvia Ballestas, y a sus nueve hermanos,  por medio de la venta de alimentos en la calle al tiempo que estudiaba, mientras que la señora Ballestas enseñaba en una escuela y realizaba trabajos de modistería. Cursó hasta noveno grado, Lemmon y recibió clases de canto, guitarra, se dedicó al fisicoculturismo y estudió mecánica diesel en el SENA de Barranquilla.
A los diez años obtuvo su primer trabajo como cantante en la orquesta Saumeth y sus Plateños de su pueblo natal; asimismo pasó por la orquesta de Pacho Galán y las agrupaciones de Nuncira Machado y Dolcey Gutiérrez, entre otros. Grabó varios CD de música tropical de su autoría mientras desarrollaba su carrera como cómico y actor en reconocidas telenovelas colombianas.

### Sábados Felices
Se trasladó a Bogotá en 1968, y en 1974 recibió la oportunidad de ingresar al elenco del programa humorístico Sábados Felices, donde permaneció hasta 2019. Durante su carrera en el programa interpretó gran cantidad de personajes, destacándose los de holgazán, mesero descarado, criminal llorón y marido indisciplinado. En la sección «Los Cuentachistes» se le vio la mayor parte del tiempo ejerciendo su rutina humorística mientras tocaba la guitarra siempre con su popular canción «El chácara». Como libretista del programa, fue el encargado de escribir varios sketches: «Los ladrones», «Los corromboys», «La familia costeña», «Los costeños», «Ave, César», entre otros.

## Vida personal
Lemmon vive en la ciudad de Santa Marta (Magdalena) después de haber salido de Bogotá a raíz de la pandemia, vivió en Plato (Magdalena) su pueblo durante 8 meses y ahora en Santa  Marta, está casado con María Alexandra Martínez, con quien tiene dos hijos Nicolás Lemmon Martínez y Tomás Lemmon Martínez. De tres matrimonios anteriores tuvo 4 hijos y dos  hijas, una fuera del matrimonio que vive en El Agrado (Huila) y se llama Jessica Lemmon, otra  falleció a los seis meses de nacida producto de su relación actual, Daniel Lemmon, Álvaro Jr. Lemmon, Luis Lemmon y John Paul Lemmon. Su escritor preferido es Condorito, y su comida favorita es el sancocho trifásico, el que hacía su madre, Silvia Ballestas. Ha sido un gran deportista: todo su vida practicó el fisicoculturismo, y es devoto de la Virgen María, de la virgen de la Candelaria de Magangué, y del Niño Dios.
Después de más 60 años, Lemmon tuvo noticias de su padre, quien los había abandonado cuando supo que había sido uno de los sobrevivientes del huracán Katrina. Alfredo Lemmon vivió en el municipio de Plato hasta que falleció en 2010 dejándoles sus ahorros. «Jamás hemos tenido una relación de padre a hijo, pero antes de morir lo perdoné y comprendí por qué nos abandonó. Su madre falleció en 1996 y uno de sus hermanos menores murió de problemas mentales muy joven.

## Filmografía

### Televisión
- Sobreviviendo a Escobar, alias JJ (2017) — Nacho
- Amor a mil (2001) — Jesús McKenzie
- Gallito Ramirez (1986) — El Capi Capi
- Don Chinche (1986-1988) — Abogado
- El siete mujeres (1985) — Actuación especial
- El coco 2 película (2017) el coco
- El hijo del cacique (2021) compositor
- muertos del susto película (2007)

## Programa
- Sábados felices (1974-2019)
- Mochilas por el caribe (2019-actual)